# Ернст Гюнтер фон Шлезвиг-Холщайн-Зондербург-Августенбург
Ернст Гюнтер фон Шлезвиг-Холщайн-Зондербург-Августенбург (на немски: Ernst Günther, Herzog von Schleswig-Holstein-Sonderburg-Augustenburg; * 11 август 1863, Долциг; † 22 февруари 1921, Пшемкув/Примкенау, Силезия) от странична линия на Олденбургите, е херцог на Шлезвиг-Холщайн-Зондербург-Августенбург (14 януари 1880 – 22 февруари 1921), пруски генерал на кавалерията (16 юни 1913, почетно звание). Роднина е на последния германски кайзер Вилхелм II и на Фердинанд I, цар на България (1887 – 1918).

## Биография
Той е третият син на херцог Фридрих VIII фон Шлезвиг-Холщайн (1829 – 1880) и съпругата му принцеса Аделхайд фон Хоенлое-Лангенбург (1835 – 1900), дъщеря на княз Ернст I фон Хоенлое-Лангенбург (1794 – 1860) и принцеса Феодора фон Лайнинген (1807 – 1872), която е по-голяма полусестра на Кралица Виктория (упр. 1837 – 1901) и племенница на белгийския крал Леополд I (упр. 1831 – 1865). Брат е на последната германска императрица и кралица на Прусия Августа Виктория (1858 – 1921), от 27 февруари 1881 г. съпруга на кайзер Вилхелм II, на Каролина Матилда (1860 – 1932), омъжена на 19 март 1885 г. за херцог Фридрих Фердинанд (1855 – 1934), и на Луиза София (1866 – 1952), омъжена в Берлин на 24 юни 1889 г. за принц Фридрих Леополд Пруски (1865 – 1931).
Ернст Гюнтер се жени на 2 август 1898 г. в Кобург за принцеса Доротея фон Саксония-Кобург и Гота (* 30 април 1881, Виена; † 21 януари 1967, Таксис при Дишинген, Вюртемберг), дъщеря на принц Фердинанд Филип фон Саксония-Кобург и Гота (1844 – 1921) и принцеса Луиза Белгийска (1858 – 1924), дъщеря на белгийския крал Леополд II (1835 – 1909). Нейният баща е по-голям брат на Фердинанд I (1861 – 1948), цар на България (1887 – 1918). Бракът е бездетен.
Ернст Гюнтер и Доротея осиновяват на 11 ноември 1920 г. Йохан Георг и Мария Луиза фон Шлезвиг-Холщайн-Зондербург-Глюксбург, деца на третия му братовчед принц Алберт фон Шлезвиг-Холщайн-Зондербург-Глюксбург (1863 – 1948).
Ернст Гюнтер умира на 22 февруари 1921 г. на 57 години в Примкенау.

## Галерия
- Ернст Гюнтер и Доротея фон Саксония-Кобург и Гота
- Дворец Примкенау
 (ок. 1860)
- Ернст Гюнтер в костюм

## Издания
- Reform-Vorschläge im Reiche und in Preussen. Eingereicht der Staatsregierung im Jahre 1917. Glogau-Leipzig 1919.